# Aramon Gris
Aramon Gris ist eine sehr alte Weißweinsorte, obwohl ihre Beeren leicht rosa sind. Sie stammt möglicherweise aus Spanien. Untersuchungen von Ferdinand Regner legen jedoch eine enge Verwandtschaft mit der Heunisch-Familie nahe.
Sie entstand ähnlich wie die Sorte Aramon Blanc als Mutation aus der Sorte Aramon.
Siehe auch die Artikel Weinbau in Spanien und Weinbau in Frankreich sowie die Liste von Rebsorten.

## Ampelographische Sortenmerkmale
In der Ampelographie wird der Habitus folgendermaßen beschrieben:
- Die Triebspitze ist offen. Sie ist leicht weißwollig behaart. Die Jungblätter sind spinnwebig behaart und gelb gefleckt.
- Die großen Blätter (siehe auch den Artikel Blattform) sind dünn und nur schwach ausgeprägt dreilappig (selten fünflappig). Die Stielbucht ist V-förmig offen. Der Blattrand ist spitz gesägt. Die Zähne sind im Vergleich zu anderen Rebsorten eng gesetzt.
- Die walzen- bis kegelförmige Traube ist sehr groß (meist 400 – 600 gr schwer, vereinzelt bis zu 1 kg), geschultert und dichtbeerig. Die rundlichen Beeren sind groß. Sie sind bei Vollreife von grauer bis leicht rosa Farbe.

Die Rebsorte Aramon Blanc reift circa 25 Tage nach dem Gutedel und gilt damit für eine Rebsorte international als spät reifend. Die Sorte gilt als sehr ertragreich.
Aramon Blanc treibt früh aus und ist somit bei späten Frühjahrsfrösten gefährdet. Sie ist wenig empfindlich gegen die Pilzkrankheit Echter Mehltau, jedoch sehr empfindlich gegen den Falschen Mehltau, die Eutypiose sowie gegen die Grauschimmelfäule.
Während der Ertrag in kargen Hanglagen bei niedrigen 50 bis 70 hl/ha liegt, kann er in fruchtbaren Ebenen auf 250 bis 400 hl/ha steigen. Aramon Gris ist eine Varietät der Edlen Weinrebe (Vitis vinifera).

## Synonyme
Die Rebsorte Aramon Gris ist auch unter dem Namen Szürke Aramon bekannt.